# Strada provinciale 2 Rovereto - Folgaria
La strada provinciale 2 Rovereto - Folgaria è una strada provinciale italiana della provincia autonoma di Trento. Il suo compito è quello mettere in comunicazione la Valle dell'Adige nei pressi di Rovereto con la Val Terragnolo e l'Altopiano di Folgaria, avendo una lunghezza complessiva di 23,215 chilometri.

## Percorso

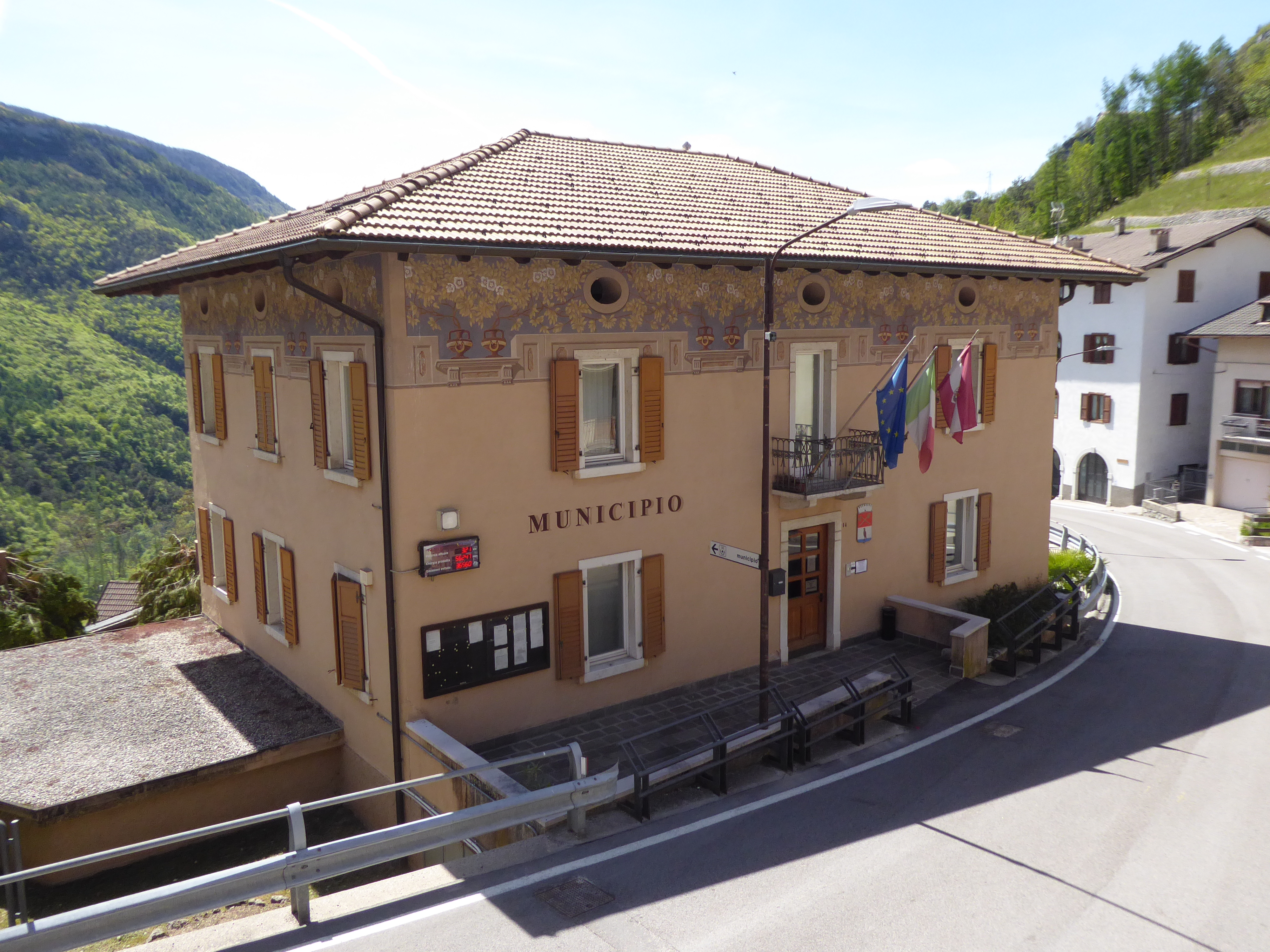
Municipio di Piazza, sede comunale di Terragnolo posto sulla SP 2

Inizia a Rovereto staccandosi dalla SS 12 per poi proseguire in direzione est dove inizia la sua salita alle pendici del Monte Finonchio. Da questo punto incontra diverse località del comune di Terragnolo presenti nell'omonima valle stando sempre al lato destro del torrente Leno, fino a Piazza (dove è presente un bivio per la SP 138 della Borcola) ed in quest'ultima la strada prosegue in direzione nord aumentando la sua ripidità fino all'arrivo a Serrada sull'Altopiano di Folgaria (dove è presente un bivio per la SP 2 dir per Parisa).
Superata la frazione la strada inizia una leggera pendenza fino all'arrivo ad una rotonda a Folgaria, dove la strada termina innestandosi sulla SS 350 di Folgaria e Val d'Astico.

## Diramazione per Parisa-Fondo Grande-Passo Coe
La strada provinciale 2 dir Parisa Rovereto - Folgaria diramazione Parisa è una strada provinciale italiana della provincia autonoma di Trento, che collega la SP 2 a Serrada con la SP 143 dei Francolini nei pressi di Fondo Grande, per permettere così un collegamento a quest'ultima località ed al Passo Coe con successivo confine regionale con la provincia di Vicenza.

La strada è lunga 3,39 chilometri e l'unica località che incontra è Malga Parisa (da cui prende il nome) nel comune di Folgaria.

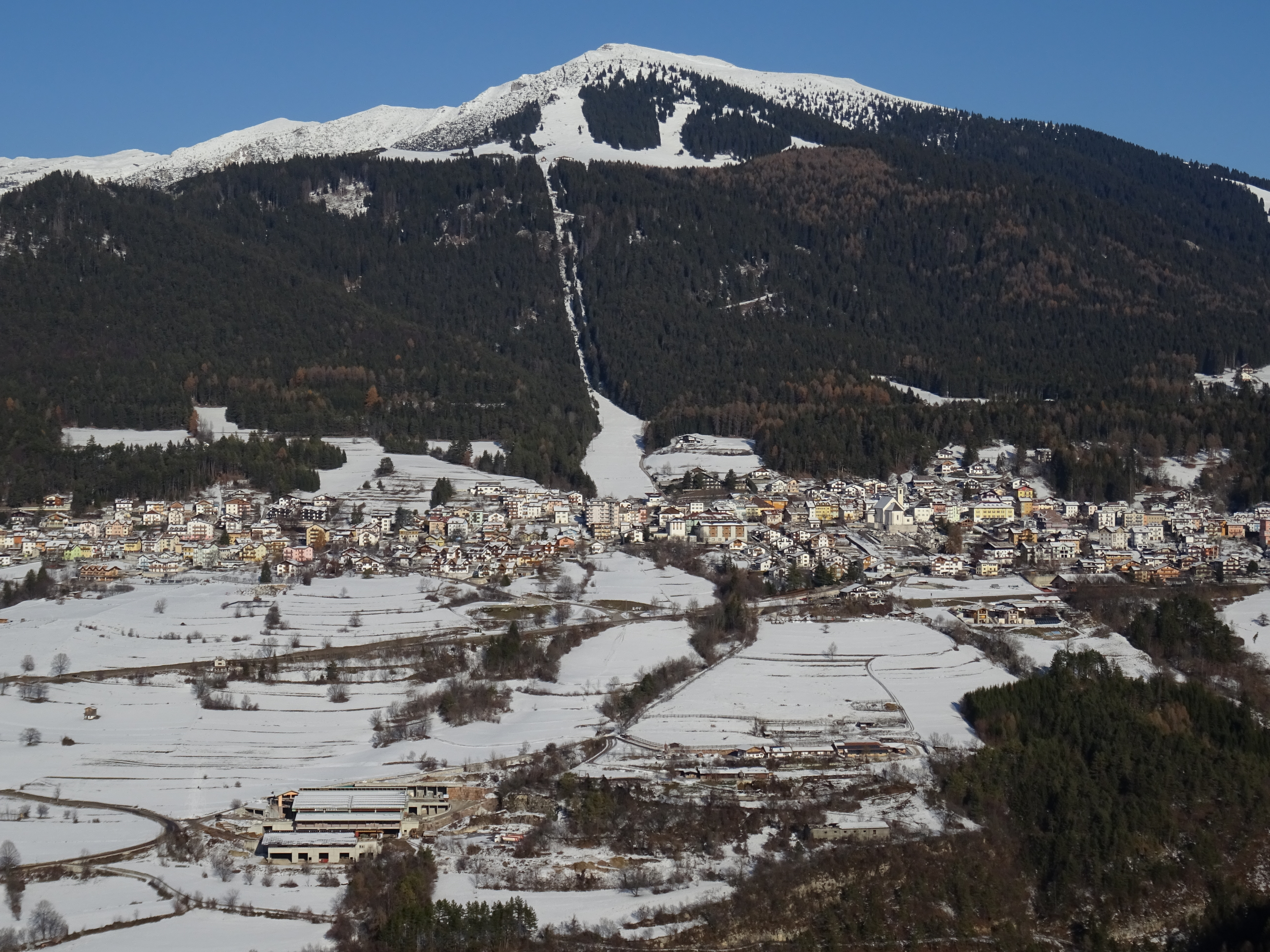
Folgaria visto dalla SP 2 dir nei pressi di Malga Parisa

## Storia
La strada fu costruita tra il 1910 e il 1912.
Il 29 agosto 2023 crollò un pezzo di strada tra Terragnolo e Serrada facendo così che la SP 2 venisse chiusa al traffico e, per oltre un mese, deviato sulla strada statale 350 che da Calliano sale verso Folgaria, creando così forti disagi alla popolazione locale, allungando di molto la percorrenza per il traffico proveniente da Rovereto e diretto fino all'Altopiano di Folgaria. Successivamente, si era ipotizzato che la strada potesse essere riaperta entro il successivo fine settimana ma i tempi si allungarono di molto per la messa in sicurezza, che dopo circa 1 mese, lunedì 2 ottobre 2023 finirono e la strada fu riaperta al traffico.
Anche il 9 novembre 2013 alle ore 17:30 circa si verificò una frana in località Potrich nella Val Terragnolo (al km 16+030), dove avvenne il crollo di un muro a secco formato da grossi massi calcarei che causò dei disagi alla viabilità.

## Sviluppi futuri

### Svincolo A31 Valdastico a Terragnolo
Dopo la sentenza e conseguente cancellazione del progetto originario che collegava A31-A22 nei pressi di Besenello, la provincia di Trento e Regione Veneto, spinte dalla richiesta del ministero di formalizzare una proposta unitaria e dal bisogno di creare un'arteria di importanza internazionale che collegasse le stesse, hanno continuato ad elaborare diversi progetti fattibilità.

Progetto dello sviluppo futuro della Valdastico nel 2024, evidenziato in verde scuro il prolungamento verso Rovereto

Attualmente l'unico collegamento desiderato e non scartato dal presidente della provincia di Trento Maurizio Fugatti, è l’ipotesi di tracciato che da Pedemonte arriva a Rovereto Sud (progetto fattibilità 2019).
Il tracciato avrebbe inizio alla fine del lotto 1 in corrispondenza dello svincolo di Pedemonte, dopo l’attraversamento del fiume Astico tramite il viadotto Posta, imboccherà la galleria "Pedemonte-Terragnolo" della lunghezza di 16,8 chilometri che terminerà nella Val Terragnolo in località Fontanelle dove è stato previsto uno svincolo sulla SP 2 per poi proseguire con molteplici viadotti e gallerie che porteranno a Rovereto dove è prevista l’interconnessione con la A22 a sud del casello Rovereto Sud.
Il progetto ha suscitato non poche preoccupazioni agli abitanti locali fin da subito contrari al progetto, portando a vistose proteste ancora tutt'oggi presenti su tutta la SP 2 e sulla SP 138 della Borcola che percorrono interamente la Val Terragnolo.
Nel 2024 la giunta della Provincia autonoma di Trento ha dato il via libera, in adozione preliminare, alla “variante al Piano urbanistico provinciale relativa all’ambito di connessione Corridoio Est”, il quale permette di realizzare il tratto autostradale con la possibilità di uscita a Rovereto Sud, come desiderata del governatore Maurizio Fugatti, ma si dovrà attendere il parere del Consiglio delle autonomie locali (dove molti comuni sono contrari) e la commissione del Consiglio. Solo allora si andrà in aula con l’obiettivo di far programmare il disegno di legge nella tornata consigliare, per concludere l’iter. Si attendono ulteriori decisioni in merito.

## Autobus
Sull'intero percorso della SP 2 è previsto un servizio di trasporto pubblico extraurbano regolare da parte dell'azienda Trentino Trasporti composto dalla linea B315 Rovereto - Terragnolo - Serrada - Folgaria.

## Pericolosità della strada
La strada è molto frequentata soprattutto da ciclisti, nonostante la sua dimensione di carreggiata ridotta, la sua ripidità e i suoi tornanti pericolosi. Per questo motivo su questa strada la provincia di Trento ha deciso di installare dei cartelli speciali per avvisare gli automobilisti di "rispettare il ciclista" mantenendo quindi una distanza di sicurezza ragionevole ed evitare manovre pericolose per costoro.